# Rio Currais Novos
Rio Currais Novos är ett periodiskt vattendrag i Brasilien.   Det ligger i delstaten Rio Grande do Norte, i den östra delen av landet, 1 600 km nordost om huvudstaden Brasília.
Omgivningarna runt Rio Currais Novos är huvudsakligen savann. Runt Rio Currais Novos är det ganska glesbefolkat, med 32 invånare per kvadratkilometer.